# Шеффилд, Вашингтон
Вашингтон Уэнтуорт Шеффилд (англ. Washington Wentworth Sheffield; 23 апреля 1827, Нью-Лондон — 4 ноября 1897, Нью-Лондон) — американский стоматолог, известный изобретением зубной пасты и тюбика для неё. Сооснователь компании «Sheffield Dentifrice Company» (нынешняя Sheffield Pharmaceuticals), выпускавшей жидкость для полоскания рта и крем для чистки зубов. Признавался одним из лучших врачей-стоматологов в Новой Англии и в США.

## Детство и юность

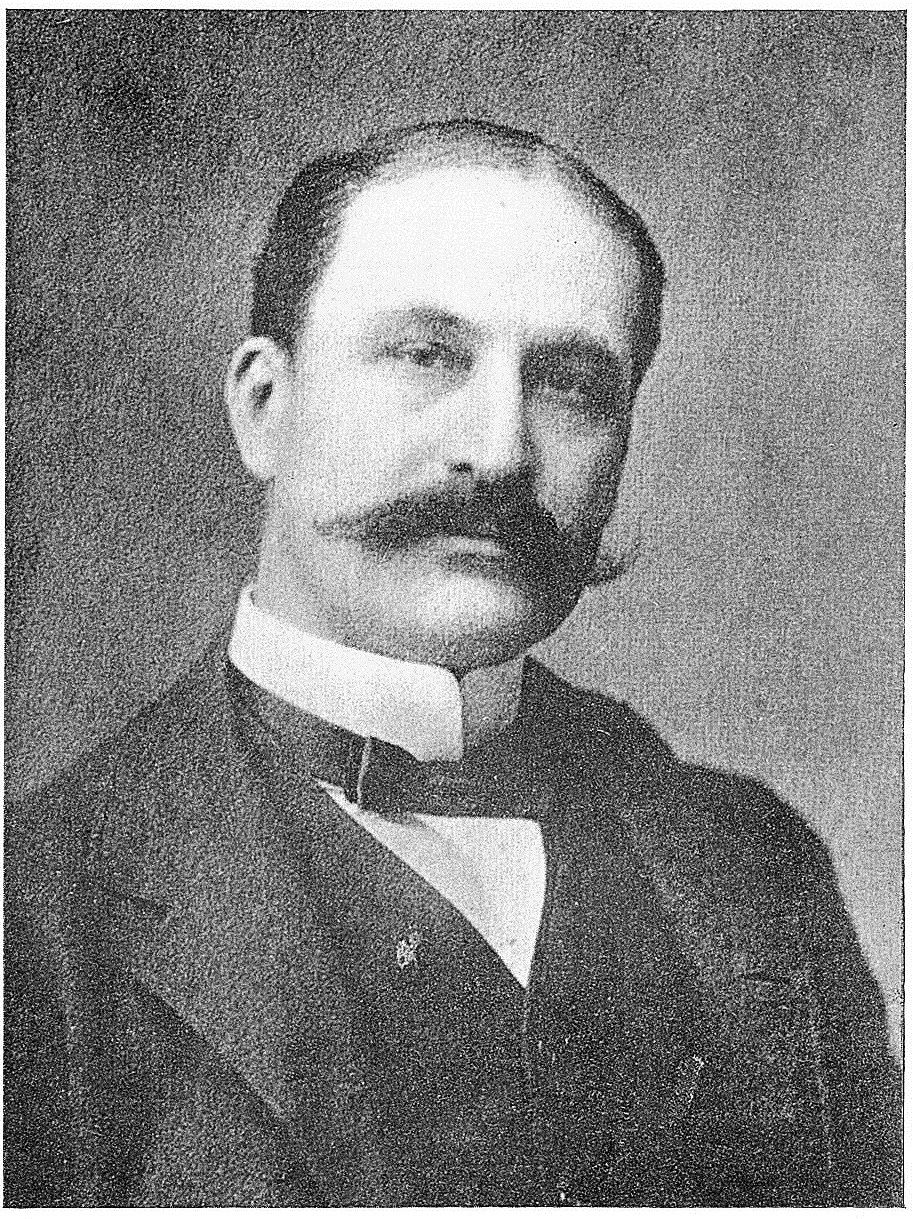
Фото Люциуса Шеффилда, сына Вашингтона

Родился 23 апреля 1827 года в Нью-Лондоне, штата Коннектикут в семье преподобного Джона и Элизы (в девичестве Льюис) Шеффилд. Вырос в городе Северный Стоннингтон, где учился в государственной школе.

## Карьера
Как это было принято в XIX веке, он начал свою карьеру в 1850 в качестве помощника дантиста у Джона Комстока. Позже он продолжил своё образование в Нью-Йорке, работая у Чарльза Аллена и Д. Портера.
В 1852 переехал обратно в Нью-Лондон, где прошёл долгую и успешную практику в стоматологии и стоматологической хирургии. Он стал одним из лучших стоматологов во всех Соединённых Штатах. В 1862 году окончил Государственный Стоматологический Колледж Огайо в степени доктора. В 1866 получил военно-морскую комиссию от президента США, Эндрю Джонсона.
В 1880 вместе со своим сыном основал компанию «Sheffield Dentifrice Company», где работал казначеем.

## Изобретения

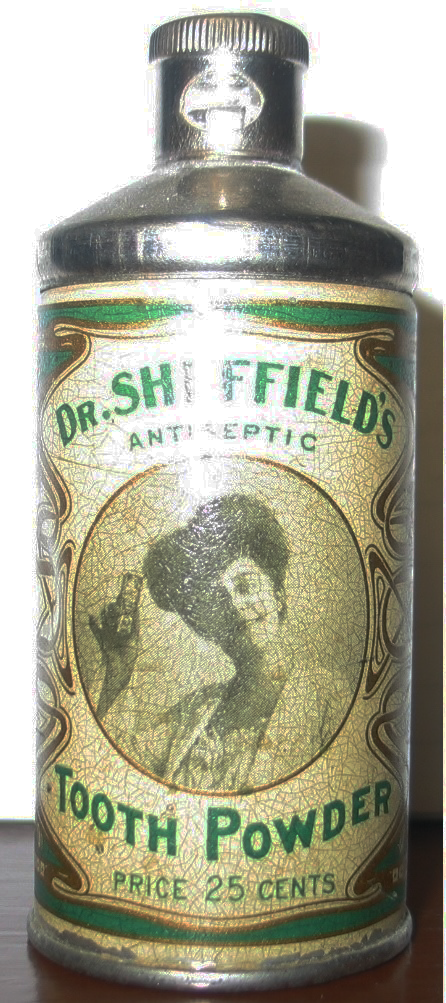
Баллончик с зубным порошком от компании Шеффилда

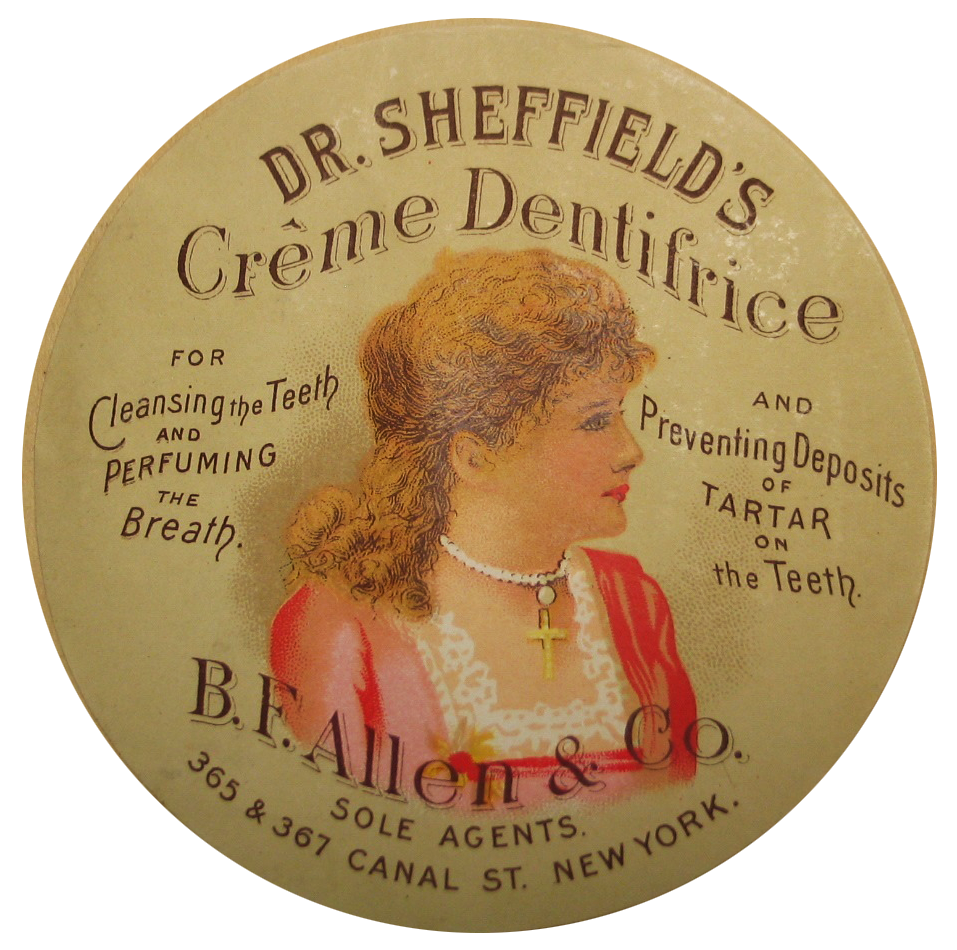
Зубной крем от компании Шеффилда

Шеффилд объединился с другими стоматологами, чтобы создать собственный рецепт популярного на тот момент зубного порошка. Позже он разработал собственную жидкость для полоскания рта, зубной крем и зубную пасту, которую выписывал своим пациентам. Формулой зубной пасты он поделился с сыном Люциусом. С 1880 производство изобретений Шеффилда шло в промышленных масштабах. 22 мая 1892 года он изобретает тюбик для зубной пасты, вдохновившись художником, ещё в 1840-х хранившем свои краски в оловянных трубочках.